# 카든
《카든》(튀르키예어: Kadın)는 2017년 방영된 터키의 텔레비전 드라마이다.